# Peter von Buschmann
Peter von Buschmann (* um 1604 in Driburg; † 25. Juli 1673 in Bonn) war Kanzler des Hochstifts Paderborn, als solcher Gesandter bei den Friedenskongressen von Osnabrück und Münster und ab 1648 Kanzler von Kurköln.

## Familie
Er entstammte nicht, wie die ältere Literatur angibt, einem 1598 geadelten Ratsgeschlecht derer von Buschmann aus Stade, sondern einer bürgerlichen Familie in Driburg (Hochstift Paderborn). Sein Großvater Jakob und der Vater Johann Buschmann bewirtschafteten das Gut Bembüren. Der Vater war darüber hinaus fürstbischöflicher Vogt und Holzvogt in Driburg. Die Mutter war Clara von Plettenberg, eine Tochter des Rentmeisters in Dringenberg Johann von Plettenberg. Er selbst heiratete zum ersten Mal 1631 Catharina Cramer, Tochter eines kurkölnischen Hofrates und 1637 in zweiter Ehe Maria Froehof.
Aus den Ehen entstammen zwei Söhne und 3 Töchter, darunter Catharina Magdalena Therese die 1662 den Stadtgraf von Köln Andreas von Franken-Sierstorpff († 1707) heiratete (Eltern von Franz Kaspar von Franken-Siersdorf).

## Leben
Peter Buschmann studierte nach dem Besuch des Jesuitengymnasiums in Paderborn Rechtswissenschaften in Tübingen und Freiburg und promovierte zum Doktor beider Rechte. Er war zunächst Rat im Herzogtum Westfalen. Seit 1632 diente er als Kanzler im Hochstift Paderborn. Unter Ferdinand von Bayern, der neben dem Amt des Paderborner Fürstbischofs auch Kurfürst von Köln sowie Fürstbischof weiterer Bistümer war, diente Buschmann in zahlreichen Gesandtschaften. Seit 1644 nahm er aktiv an den Friedenskonferenzen in Osnabrück und Münster teil. Er erwies sich dort als einer der entschiedensten Vertreter der katholischen Reichsstände.
Im Jahr 1648 wurde er Kanzler des kurkölnischen Geheimen Rates in Bonn. Dieses Amt behielt er auch unter dem Kurfürsten Maximilian Heinrich von Bayern. Neben den Brüdern Franz Egon von Fürstenberg und Wilhelm Egon von Fürstenberg war Buschmann in dieser Zeit der einflussreichste Gestalter der kurkölnischen Politik. Als solchen haben französische Vertreter versucht, ihn durch Bestechungen auf die profranzösische Seite der Brüder Fürstenberg zu bringen. Nach anderen Berichten gelang es den Fürstenbergs ihn politisch zu entmachten. Er war an den Verhandlungen die zur Begründung des Rheinbundes führten beteiligt. In den letzten Jahren scheint er sich von der profranzösischen Position etwas entfernt zu haben. Er war 1666 an der Aushandlung eines Waffenstillstandes im zweiten Bremisch-Schwedischen Krieg beteiligt. Im Jahr 1671 war er bei der Beilegung eines Streits zwischen Kurfürst und der Reichsstadt Köln beteiligt.